# ريما نجم بجاني
ريما نجم بجاني هي كاتبة لبنانية.

## النشأة والمسيرة
والدها هو الدكتور فضل نجم. حصلت على الدوكتراه في الصحافة الأدبية والإعلام وشهادة في علم النفس الاجتماعي.

## أعمالها
- فيروز وعلى الأرض السلام (موسوعة رحبانية متخصصة)
- أجراس الثورة وأعراس الحرية جبران خليل جبران
- الوالد. سمو الشيخ زايد بن سلطان آل نهيان "باني دولة وسعادة شعب"
- رسائل ريما زاد (قيد الإعداد)

## وصلات خارجية
- الموقع الرسمي